# Сескутов, Юрий Васильевич
Юрий Васильевич Сескутов (1927—2008) — директор Салаватского стекольного завода, почётный гражданин города Салавата.

## Биография
Сескутов Юрий Васильевич родился в 1927 году в городе Вольске Саратовской области.
В 1946 году окончил Вольский индустриальный техникум и начал трудовую деятельность механиком силовой станции стекольного завода «Великий Октябрь».
В 1955 году окончил Высшие инженерные курсы Министерства промышленности строительных материалов СССР по специальности горный инженер.
С 1955 г. — главный механик Саратовского завода технического стекла; позднее — главный инженер Саратовского завода технического стекла.
С 1 октября 1960 года приказом Управления промышленных строительных материалов Башсовнархоза, Ю. В. Сескутов был назначен директором строящегося завода технического стекла города Салавата.
C 1960 по 1980 годы работал директором Салаватского завода технического стекла (ОАО «Салаватстекло»);
С 1980 по 1999 годы — директор Башкирского филиала ПКБ Государственного института стекла.
Благодаря его глубоким знаниям Сескутова стекольный завод в Салавате успешно осваивал выпуск листового оконного стекла, сталинита, коврово-мозаичной плитки, стеклянной облицовочной плитки, армированного стекла, стеклопакетов, полированного стекла, производство товаров народного потребления: зеркал, керамики, термосов и многое другое.
Ю. В. Сескутов стал автором многих изобретений, рационализаторских предлождений, внедренных в производство. Им было подано 34 заявки на изобретение, из них получено 23 авторских свидетельства, внедрено 5 изобретений, подано 64 рационализаторских предложений, из которых в производство внедрено 16.
Одновременно с работой на заводе Ю. В. Сескутов вел большую общественную работу, был членом Салаватского городского комитета КПСС, депутатом Салаватского городского Совета депутатов трудящихся, членом горисполкома.

## Награды
За достигнутые высокие показатели в выполнении производственных заданий завода Ю. В. Сескутов в 1966 году был награждён орденом Ленина, в 1971 — орденом «Трудового Красного Знамени», медалью «За доблестный труд» в ознаменовании 100-летия со дня рождения В. И. Ленина, в 1971 году ему было присвоено звание «Заслуженный строитель БАССР».
В 1998 году Ю. В. Сескутову присвоено звание «Почётный гражданин города Салавата».
Скончался в Салавате в 2008 году. Похоронен на городском кладбище Салавата.